# Erionit
Erionit är ett naturligt förekommande fiberaktigt mineral som tillhör en grupp av mineraler som kallas zeoliter. 
Man hittar erionit vanligen i vulkanisk aska som har blivit förändrad genom väderpåverkan och grundvatten. Erionit, som har fått sitt namn efter det grekiska ordet för ull, bildar sköra, ulliga fibrösa massor i hålrum i klippformationer och har en inre molekylstruktur som liknar chabasit. Vissa av egenskaperna hos erionit liknar egenskaperna hos asbest. Det finns dock inga yrkesmässiga exponeringsgränser för erionitfibrer.
Erionit beskrevs första gången av A.S. Eakle 1898, som vita ulliga fibrösa massor i håligheter i ryolitlava nära Durkee, Oregon. Det ansågs ursprungligen vara en annan relativt sällsynt zeolit vid namn offretit, som är mycket lik erionit i utseende och kemisk sammansättning.

## Egenskaper
Den kemiska sammansättningen av erionit representeras ungefär av formeln (Na2,K2,Ca)2Al4Si14O36•15H2O. Det kan delas upp i Erionit-Na-, Erionit-K- eller Erionit-Ca-form baserat på den mest dominerande komponenten. Erionit har en hexagonal, burliknande struktur som består av ett ramverk av sammanlänkade tetraedrar. Den består av vita prismatiska kristaller i utstrålande grupper av kristallfibrer. Erionit absorberar upp till 20 procent av dess vikt av vatten, har en specifik vikt på 2,02 till 2,13 och har gasabsorption, jonbyte och katalytiska egenskaper som är mycket selektiva och beror på molekylstorleken hos de absorberade föreningarna. Zeoliter har i allmänhet god termisk stabilitet, rehydreringskinetik och vattenångadsorptionskapacitet.

## Cancerframkallande egenskaper
Erionit är känt för att vara cancerframkallande hos människor och är listat av International Agency for Research on Cancer som ett grupp 1-cancerframkallande ämne. Prevalensen av malignt pleura- och peritonealt mesoteliom på grund av erionitexponering i Kappadokien-regionen i centrala Anatolien är mycket hög. Beskrivande studier har rapporterat en ökad dödlighet i mesoteliom hos individer som bor i tre turkiska byar där det förekom kronisk exponering för erionit. Endast två fall av mesoteliom inträffade i kontrollbyn, båda hos kvinnor födda någon annanstans. Ett överskott av lungcancer rapporterades också i två av de tre byarna som var förorenade med erionit. Inandningsbara erionitfibrer upptäcktes i luftprover som samlats in från de drabbade byarna och lungvävnadsprover som samlats in från mesoteliomfall innehöll erionitfibrer. En högre andel järnhaltiga partiklar med en zeolitkärna hittades i invånarna i de förorenade byarna än i de från de två kontrollbyarna. Erionit är enligt uppgift närvarande i den lokala vulkaniska tuffen.
Det finns tillräckliga bevis för cancerogenicitet hos erionit hos försöksdjur. Råttor som exponerats för erionit genom inandning eller injektion (intrapleural eller intraperitoneal) och möss exponerade genom intraperitoneal injektion hade höga frekvenser av mesoteliom. Dessutom, även om cancerframkallande egenskaper hos erionit har upptäckts genom att undersöka erioniten som hittades i Central Anatolia, Turkiet, har ingen skillnad i deras cancerogena kapacitet observerats när den jämfördes med erioniten som erhölls i North Dakota, USA.

## Exponering
Avlagringar av fibrös erionit finns i Arizona, Nevada, Oregon och Utah, samt i urbana Auckland i Nya Zeeland. Dessa zeolitbäddar kan vara upp till 4,5 m tjocka och kan ligga i utsprång. Erionitfibrer har upptäckts i prover av vägdamm i Nevada och amerikanska invånare i Intermountain West kan potentiellt exponeras för fibrös erionit i omgivande luft. Sommaren 2009 började North Dakota en studie av möjlig exponering för erionit bland invånare. Erionit har också identifierats i prover från Tertiary Arikaree-formationen i sydöstra Montana och nordvästra South Dakota.
Tidigare förekom yrkesexponering från erionitbrytning och produktionsverksamhet. Numera uppstår potentiell yrkesmässig exponering för erionit vanligtvis under produktion och brytning av andra zeoliter. Erionit rapporterades också vara en mindre komponent i vissa kommersiella zeoliter. Därför kan användningen av andra zeoliter resultera i potentiell exponering för erionit för arbetare och den allmänna befolkningen som använder zeoliterna i en mängd olika processer och produkter. Den totala dammexponeringen för gruvarbetare i en zeolitgruva i dagbrott som innehöll en del erionit i Arizona varierade från 0,01 till 13,7 mg/m3;, medan respirabelt damm i gruvområdet var 0,01 till 1,4 mg/m3. Erionit anses orsaka den höga förekomsten av lungcancer, asbestos, pleuramesoteliom och andra lungproblem i den turkiska byn Tuzkoy nära Nevsehir i den populära turistregionen Kappadokien.

## Bildgalleri

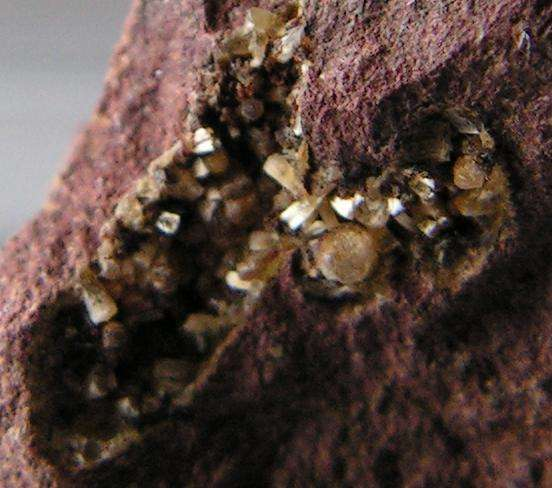
Erionit-Ca
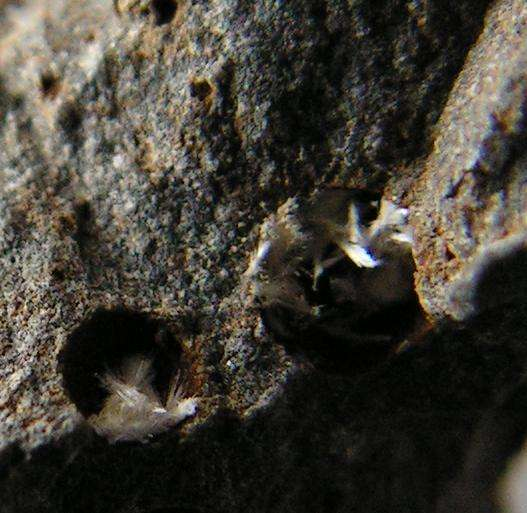
Erionit-K
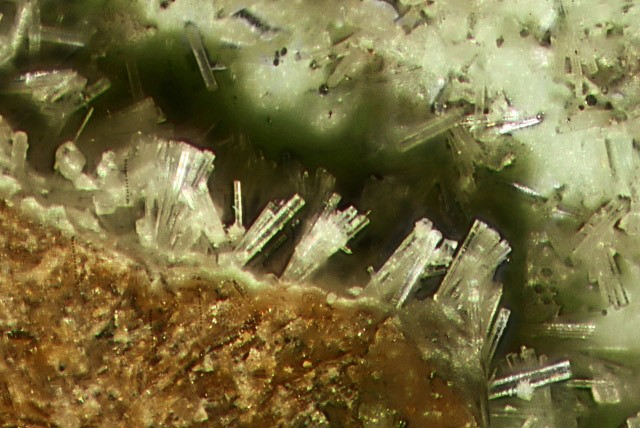
Erionit och offretit
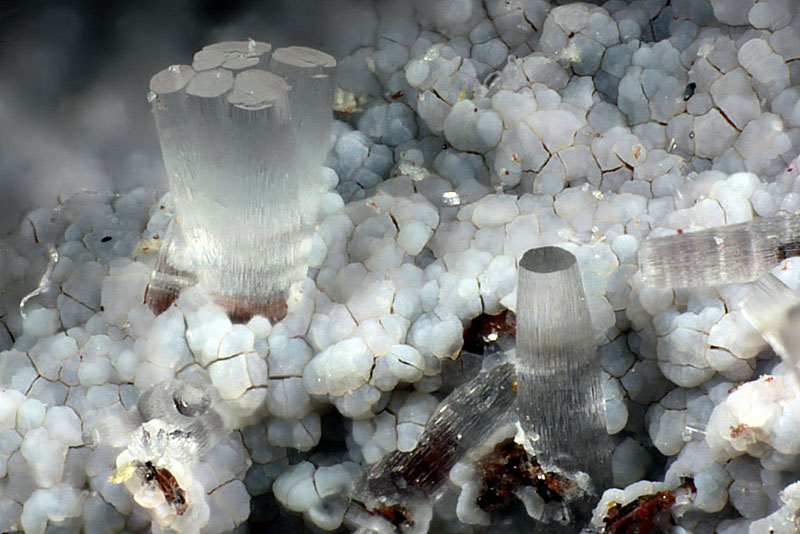
Erionit i Arizona
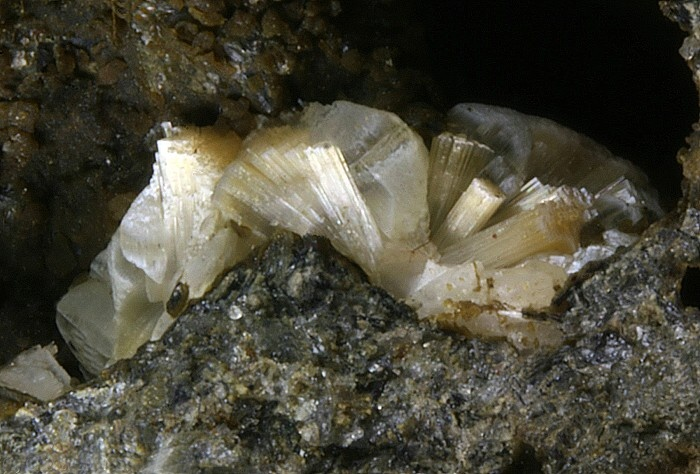
Erionit i Veneto